# Radnice v Bochově
Radnice v Bochově je empírový dům čp. 1 na tamním náměstí Míru. Nachází se na jižní straně náměstí, na nároží Pražské ulice. V budově sídlí městský úřad. Empírový dům z první čtvrtiny devatenáctého století je chráněn jako kulturní památka.

## Historie
Jako původní radnice v Bochově sloužil dům, který město roku 1533 koupilo od majitele panství Jindřicha z Plavna. Na začátku devatenáctého století byl dům ve špatném stavu, a proto město rozhodlo o jeho zbourání. Stavba nové radnice začala položením základního kamene na místě zbořeného domu dne 15. května 1818 a skončila roku 1820. Od 19. listopadu 1820 město vlastnilo také sousední dům čp. 2, v němž mělo v přízemí kanceláře a byt policejního sluhy a v prvním patře se nacházel byt zkoušeného rady.
Roku 1848 město uvolnilo prostory radnice (čp. 1) pro potřeby okresního soudu, ale nadále zůstalo jejím vlastníkem a mělo oprávnění využívat sklep, dvě místnosti v přízemí a zasedací sál, které byly přístupné bočním vchodem z Kostelní ulice.

## Stavební podoba
Jednopatrová empírová budova radnice má čtyři křídla postavená kolem malého dvora. Užší hlavní průčelí se šesti okenními osami směřuje do náměstí. Průčelí je zdůrazněno dvouosým rizalitem, v jehož přízemí se nachází průjezd do dvora. Rizalit je zakončen trojúhelným štítem orámovaným římsou. Zbývající fasáda hlavního průčelí je hladká a člení ji pouze kordonová a korunní římsa. Průjezd je sklenut třemi nestejně velkými poli plackové klenby.
Nad rizalitem vybíhá dvoupatrová hranolová věž s nárožními pilastry ve druhém patře. Věž je ukončena korunní římsou, která se ve středu stěny půlkruhově zvedá, a ve vzniklém výklenku je v průčelí věže umístěn ciferník hodin. Střecha budovy je na volných nárožích valbová a v místech, kde přiléhá k sousední budově, sedlová. Pokrytá je šindelem.
Také boční průčelí s jedenácti osami je členěné rizalitem se štítem upraveným stejně jako v hlavním průčelí. V rizalitu původně bývalo jedno široké okno, které při pozdějších úpravách nahradila dvojice užších oken.
Po stranách průjezdu jsou dvě přibližně čtvercové místnosti s neckovými klenbami. Klenuté jsou i další přízemní prostory, ale místnosti v prvním patře mají stropy ploché. Schodiště do patra je dvouramenné.